# Lachaisea equicollis
Lachaisea equicollis är en stekelart som först beskrevs av Boucek 1981.  Lachaisea equicollis ingår i släktet Lachaisea och familjen fikonsteklar. Inga underarter finns listade i Catalogue of Life.